# Pterygoplichthys
Pterygoplichthys còn được biết đến là Cá Janitor hay cá tỳ bà là một chi cá da trơn bản địa của Nam Mỹ
- Pterygoplichthys ambrosettii (Holmberg, 1893)
- Pterygoplichthys anisitsi C. H. Eigenmann & C. H. Kennedy, 1903 (Snow pleco)
- Pterygoplichthys disjunctivus (C. Weber, 1991) (Vermiculated sailfin catfish)
- Pterygoplichthys etentaculatus (Spix & Agassiz, 1829)
- Pterygoplichthys gibbiceps (Kner, 1854) (Leopard pleco)
- Pterygoplichthys joselimaianus (C. Weber, 1991)
- Pterygoplichthys lituratus (Kner, 1854)
- Pterygoplichthys multiradiatus Hancock, 1828 (Orinoco sailfin catfish)
- Pterygoplichthys pardalis (Castelnau, 1855) (Amazon sailfin catfish)
- Pterygoplichthys parnaibae (C. Weber, 1991)
- Pterygoplichthys punctatus (Kner, 1854) (Corroncho)
- Pterygoplichthys scrophus (Cope, 1874)
- Pterygoplichthys undecimalis (Steindachner, 1878)
- Pterygoplichthys weberi Armbruster & Page, 2006
- Pterygoplichthys xinguensis (C. Weber, 1991)
- Pterygoplichthys zuliaensis C. Weber, 1991